# Albalate de Zorita
Albalate de Zorita ist ein Ort und eine spanische Gemeinde (municipio) mit 1.146 Einwohnern (Stand: 2024) in der Provinz Guadalajara in der Autonomen Region Kastilien-La Mancha. Die Gemeinde gehört zur dünnbesiedelten Region der Serranía Celtibérica.

## Lage und Klima
Der knapp 760 m hoch gelegene Ort Almonacid de Zorita liegt im Süden der Landschaft der Alcarria im Norden des Südteils der Iberischen Hochebene (meseta). Die Provinzhauptstadt Guadalajara ist gut 60 km (Fahrtstrecke) in nordwestlicher Richtung entfernt; der sehenswerte Ort Pastrana befindet sich gut 16 km nordwestlich. Das Klima im Winter ist gemäßigt, im Sommer dagegen warm bis heiß; die eher geringen Niederschlagsmengen (ca. 435 mm/Jahr) fallen – mit Ausnahme der nahezu regenlosen Sommermonate – verteilt übers ganze Jahr.

## Bevölkerungsentwicklung
| Jahr      | 1857 | 1900 | 1950  | 2000 | 2019 |
| Einwohner | 845  | 980  | 1.377 | 910  | 943  |

Infolge der Mechanisierung der Landwirtschaft, der Aufgabe bäuerlicher Kleinbetriebe und des daraus resultierenden Verlusts von Arbeitsplätzen ist die Einwohnerzahl der Gemeinde seit der Mitte des 20. Jahrhunderts deutlich gesunken (Landflucht). Zur Gemeinde gehört auch der ca. 200 Einwohner zählende neue Ortsteil Nueva Sierra de Altomira.

## Wirtschaft
Die Menschen früherer Jahrhunderte lebten hauptsächlich als Selbstversorger vom Ackerbau und von der Viehwirtschaft, deren haltbare Produkte (Käse, Wurst, Tierhäute und Wolle) bei fahrenden Händlern getauscht oder verkauft werden konnten.

## Geschichte
Albalate de Zorita ist ein Ort arabischen Ursprungs (Al-balate = „Weg“). Im Jahr 1085 wurde die Gegend von den Truppen des Königs Alfons VI. von León zurückerobert (reconquista) und anschließend mit Christen aus allen Teilen der Iberischen Halbinsel wiederbesiedelt (repoblación). Im Jahr 1175 übergab König Alfons VIII. von Kastilien den Ort in die Hände des Calatravaordens. Im 16. Jahrhundert kam er zur Grundherrschaft des Prinzen von Éboli und dessen Frau Ana de Mendoza y de la Cerda, deren Nachkommen bis ins 19. Jahrhundert dort ansässig waren.

## Sehenswürdigkeiten

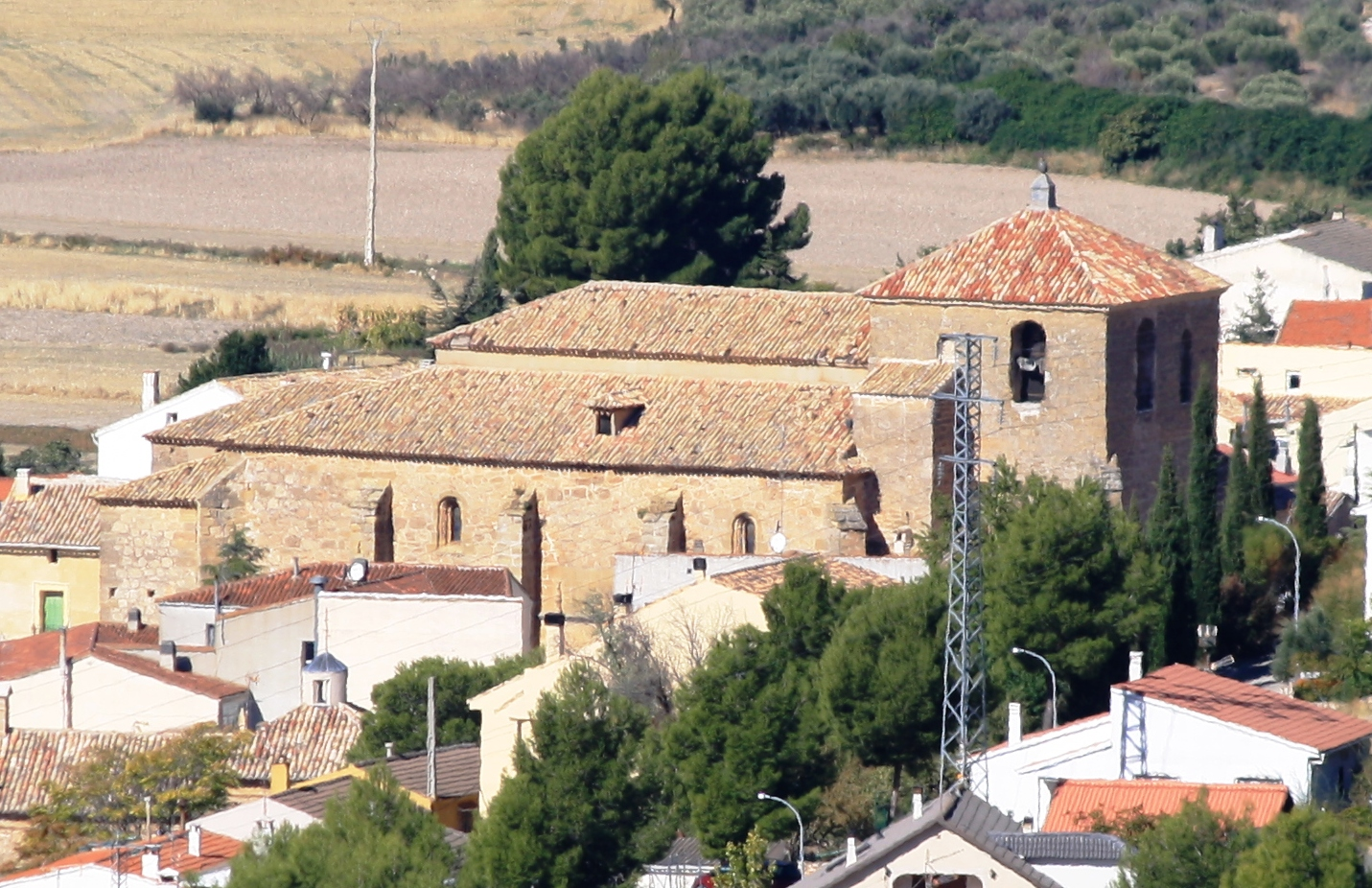
Kirche San Andrés

- Die dreischiffige Kirche San Andrés wurde in der Zeit des ausgehenden 15. und beginnenden 16. Jahrhunderts erbaut. Das Nordportal zeigt ein spätgotisch-isabellinisches Dekor; das Innere ist als Hallenkirche mit Sterngewölben gestaltet. Der Taufstein stammt aus dem Jahr 1545; der churriguereske Hauptaltar mit seinen Salomonischen Säulen ist ein Werk der Jahre 1703–1707. Größter Schatz der Kirche ist ein knapp 50 cm hohes und ca. 28 cm breites goldenes Kruzifix aus dem 13. Jahrhundert.[4]
- Die Ermita de Nuestra Señora de los Remedios wurde in den Jahren 1655 bis 1676 erbaut.[5]
- Die Fuente de los 13 Canos ist ein im Jahr 1557 erstmals erwähnter breit gelagerter Brunnen, der gleichzeitig als Viehtränke (abrevadero) diente. Bei einer Umgestaltung im 17. Jahrhundert wurde die Anzahl der Rohre von ursprünglich 13 auf nur noch 8 reduziert.[6]

Umgebung
- Die beim Friedhof circa einen Kilometer südwestlich des Ortes gelegene spätromanische Ermita de Cubillas verfügt über zwei kurze spitzbogige Stufenportale mit Dekor.[7]